# Motobécane Cady
La Cady est un modèle de cyclomoteur de la marque française Motobécane.

## Caractéristiques techniques
Les Cady furent équipées d'un moteur 49,9 cm3.
Ce petit cyclomoteur est équipé du moteur Isodyne ou Super Isodyne (après 1974) de la marque. L'Isodyne équipera aussi les Mobyx.
Ce moteur peu performant est surtout peu gourmand avec moins de 2 l/100 km en utilisation courante, et une vitesse d'environ 33 km/h. La faible puissance en côte doit être compensée à l'aide du pédalier, mais une fois sur le plat, c'est un cyclomoteur agréable à conduire et peu bruyant.  
Un cadre en tôle emboutie reçoit le petit réservoir de 2,8 litres. Le modèle M1 sera équipé de roues de 19 pouces, puis les modèles suivants de cette gamme se verront équipés de roues de 16 pouces avec possibilité d'adapter des flancs blancs.
Cette machine est légère (27 kg) et sortira en différentes couleurs : bordeaux pour la M1 et la M1P (pliable), couleur passe-partout mais plutôt austère, puis avec l'arrivée de la M1PR : rouge, bleu, blanc et topaze. 

## Succès
Destinée à un public adolescent, elle tient certainement son nom des « Caddie » de supermarché. Ce modèle très courant à partir de 1965 sera adopté rapidement par la gent féminine grâce à son poids et son côté minimaliste. La clientèle sera donc comblée par ce modèle et la vente des VéloSoleX en sera particulièrement touchée.

## Modèles
Elle sortira en plusieurs modèles : 
- M1 ; modèle sobre, roue de 19 pouces, de couleur bordeaux sans suspension, moteur Isodyne.
- M1P ; modèle pliable de Cady sortie en 1967 avec le phare sur le garde-boue avant, roues de 16 pouces, couleur bordeaux, moteur Isodyne.
- M1PRT ; modèle de Cady, petites roues de 16 pouces, fourches télescopiques, sortie en 1969, couleur rouge, bleu, blanc, topaze, jaune, moteur Isodyne.
- M1PRTS ; modèle de Cady, petites roues télescopiques de 16 pouces, plus suspensions arrière, sortie en 1967, couleur rouge, bleu, blanc, topaze, jaune, moteur Isodyne.
- M3PRTS ; modèle de Cady, petites roues télescopiques de 16 pouces, plus suspensions arrière et moteur "Super Isodyne", sortie en 1974, couleur rouge, bleu, blanc, topaze, jaune.
- M3PRTSG ; modèle de Cady, petites roues télescopiques de 16 pouces, plus suspensions arrière et moteur "Super Isodyne" à graissage séparé, sortie en 1974, couleur rouge, bleu, blanc, topaze, jaune, dernière évolution de ce modèle.

Nota : Les modèles de la marque Motoconfort reprennent la même dénomination avec un C à la place du M (Ex. : C1PRTS). Toutefois il arrive que certains modèles Motoconfort reprennent la même dénomination que les Motobecane, donc commencent également par un M. L'inverse n'a pas été constaté.

## Campagnes publicitaires
Elle sera vantée par la publicité tant au petit écran que dans la presse pour jeunes pour son design, son aspect pratique et économique. Sortie au beau milieu des « trente glorieuses », la publicité sera donc un point fort pour ce modèle, comme elle l'avait été pour son concurrent, le VéloSoleX.